# Tancredi Falletti di Barolo
Carlo Ippolito Ernesto Tancredi Maria Falletti di Barolo (Torino, 26 ottobre 1782 – Chiari, 4 settembre 1838) è stato un nobile italiano, sindaco di Torino nel 1826-27, consigliere di Stato nel 1831-32 e ultimo marchese di Barolo.
La Chiesa cattolica lo ha dichiarato venerabile, attestandone l'eroicità delle virtù.

## Biografia
Nacque a Torino nel 1782, presso Palazzo Barolo, dal marchese Ottavio e da Paolina d'Oncieu di Chaffardon. Il padre, già proprietario del castello e delle tenute agricole presso le zone di Barolo nelle Langhe, in Provincia di Cuneo, era a sua volta figlio di Elena Matilde e Gerolamo IV Falletti, primo marchese di Barolo dal 1730 circa. Il padre Ottavio era figura di spicco della politica e della cultura "illuminata" del Settecento. Padre Ottavio abbandonò la carriera militare per dedicarsi interamente all'educazione del piccolo Carlo Tancredi.
Il ragazzo quindi, passò gli anni della sua giovinezza tra Barolo (CN), il Palazzo Barolo di Torino, per poi intraprendere anche dei viaggi con lo stesso padre in Germania, Paesi Bassi, Svizzera e Francia dove frequentò spesso l'aristocrazia di corte. Divenne ben presto Guardia d'Onore a Cavallo e poi Ciambellano alla corte dello stesso Napoleone. Nei salotti aristocratici francesi, incontrò la giovane nobile Juliette Colbert, che sposò a Parigi il 18 agosto 1806
Nel 1810 Carlo Tancredi fu nominato conte dell'impero mentre, terminata l'occupazione francese di Torino nel 1814, si trasferì, con la moglie, presso la capitale sabauda, a Palazzo Barolo. Dopo i moti del 1821, il giovane marchese fece parte della consulta di governo nominata dal reggente Carlo Alberto in assenza di Carlo Felice.

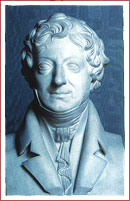
Carlo Tancredi Falletti di Barolo

Dal 1821 fu membro (decurione) del consiglio comunale di Torino, mentre nel biennio 1826-1827 fu sindaco di Torino insieme a Davide Revelly; in questa veste, realizzò diverse iniziative benefiche, come scuole gratuite per i figli dei poveri Anche successivamente si dedicò sempre di più ad attività filantropiche: nel 1830 fondò nel suo palazzo un asilo infantile, mentre nel 1833 fondò, a Varallo Sesia, un laboratorio di scultura in legno e una scuola gratuita di arte per i più poveri. Insieme a sua moglie Giulia, ospitò per molti anni a Palazzo Barolo il patriota e scrittore Silvio Pellico, reduce dalla prigionia nella Fortezza dello Spielberg, che divenne poi il loro segretario di famiglia.
Nel 1828, contribuì all'edificazione del cimitero monumentale di Torino, con una donazione di 300.000 lire nuove di Piemonte (su una spesa totale preventivata di 375.000). Negli ultimi anni scrisse anche alcune opere letterarie, pedagodiche e ascetiche.
Con la moglie, fondò nel 1834, a Torino, la Congregazione delle suore di Sant'Anna della Provvidenza. Durante l'epidemia di colera di Torino del 1835, organizzò misure di prevenzione e ospedali temporanei per accogliere i malati. Purtroppo, in questo periodo fu anch'egli contagiato, quindi fu ben curato ma portò gli strascichi dell'infezione per gli anni seguenti.
Con la salute sempre più cagionevole, nell'estate 1838, gli fu consigliato dai medici di recarsi in cura nel Tirolo. Tuttavia durante il viaggio e con una febbre altissima, la morte lo colse prima, in una locanda di Chiari, dove egli si ricoverò con la moglie in Provincia di Brescia, la notte del 4 settembre 1838.
Il suo corpo fu sepolto nell'appena costruito e voluto da lui cimitero monumentale di Torino, tuttavia nel 2013 fu autorizzata la traslazione nella Chiesa di Santa Giulia in Vanchiglia, Torino, dove, dal 1899, riposa anche la moglie. A quanto fece in vita per la povera gente, fu altresì nominato Servo di Dio dalla Chiesa cattolica, del quale è in corso il processo di beatificazione.
Nel 2002 nacque la fondazione Tancredi di Barolo. Essa si ricollega alle iniziative di carattere pedagogico promosse nella prima metà dell'Ottocento dai marchesi Barolo ed è stata resa possibile dalla disponibilità del cospicuo fondo di 8500 opere, giochi, illustrazioni originali e materiale didattico, donato da Marilena e Pompeo Vagliani e dalla disponibilità dell'Opera Barolo a destinare spazi adeguati e servizi all'interno di Palazzo Barolo. Attraverso il coinvolgimento di Enti locali e dell'Università di Torino, la Fondazione ha dato vita al MUSLI, Museo della Scuola e del Libro per l'Infanzia, al Centro Studi, alla Biblioteca e all'Archivio.
In data 27 ottobre 2015 il comune di Torino intitolò a Tancredi il piazzale antistante il cimitero monumentale di Torino. Il 21 dicembre 2018 papa Francesco ha autorizzato la Congregazione delle cause dei Santi a promulgare il decreto che attesta l'eroicità delle virtù di Tancredi, che è stato quindi dichiarato venerabile. 

## Opere
- Lezioni sopra la geografia patria ad uso della gioventù piemontese, Torino, 1836
- Cenni diretti alla gioventù intorno ai fatti religiosi successi nella città di Torino dal principio dell'era cristiana ai tempi nostri, Torino, 1836
- Brevissimi cenni diretti alla gioventù che frequenta le scuole italiane intorno ai vari stati che da essa possonsi eleggere ed alle disposizioni con cui si devono abbracciare, Torino, 1837